# Старый Малков
Старый Малков (бел. Стары Малкаў) — упразднённая деревня в Светиловичском сельсовете Ветковского района Гомельской области Белоруссии.

## География

### Расположение
В 36 км на северо-восток от Ветки, 56 км от Гомеля.

## Транспортная сеть

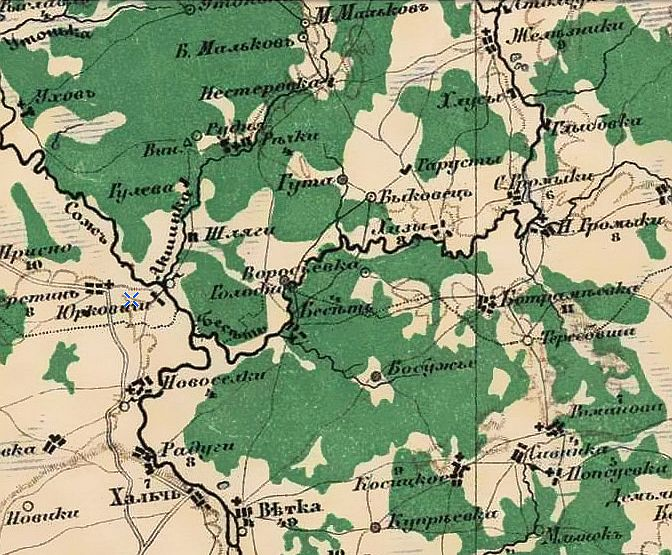
Старый Малков (Б.Малков) на карте Стрельбицкого И. А. за 1865 г.

Транспортные связи по просёлочной, потом автодорогах Чечерск — Светиловичи и Светиловичи — Гомель. Застройка деревянная, усадебного типа.

## История
По письменным источникам известна с начала XX века. В 1909 году деревня Малков в Речковской волости Гомельского уезда Могилёвской губернии, 105 десятин земли. Рядом были одноимённые околица с 836 десятинами земли, и фольварк с 457 десятинами земли и хутор с 200 десятинами земли. В 1930 году жители вступили в колхоз. В 1959 году входила в состав совхоза «Восточный» (центр — деревня Акшинка).
В результате катастрофы на Чернобыльской АЭС деревня подверглась радиационному загрязнению. В 1991 году жители (8 семей) были переселены в чистые места.
Официально упразднена в 2011 году.

## Население
- 1909 год — 12 дворов, 89 жителей; в околице 12 дворов, 66 жителей; в фольварке 2 двора, 19 жителей; на хуторе 3 двора, 23 жителя.
- 1959 год — 49 жителей (согласно переписи).
- 1991 год — жители (8 семей) переселены.